# فلوريان ماير (لاعب كرة مضرب)
فلوريان ماير (بالألمانية: Florian Mayer)‏ هو لاعب كرة مضرب.

## روابط إضافية
- فلوريان ماير على موقع رابطة محترفي التنس (الإنجليزية)
- فلوريان ماير على موقع الاتحاد الدولي لكرة المضرب (الإنجليزية)
- فلوريان ماير على موقع كأس ديفيز (الإنجليزية)
- فلوريان ماير على موقع خلاصة التنس.كوم (الإنجليزية)
- فلوريان ماير على موقع إي إس بي إن.كوم (الإنجليزية)
- فلوريان ماير على موقع اللجنة الأولمبية الدولية (الإنجليزية)
- فلوريان ماير على موقع أوليمبيديا (الإنجليزية)
- فلوريان ماير على موقع اللجنة الأولمبية الألمانية (الألمانية)
- Mayer Recent Match Results
- Mayer World Ranking History